# Класник, Вальтрауд
Вальтрауд Класник (нем. Waltraud Klasnic), урождённая Чильч (нем. Tschiltsch; род. 27 октября 1945, Грац, Австрия) — австрийский политик, занимавшая пост ландесхауптмана (губернатора) федеральной земли Штирии с 1996 по 2005 год.

## Карьера
Класник вступила в женскую организацию Австрийской народной партии (ÖVP) в 1970 году. Она была избрана в Федеральный совет в 1977 году, оставаясь его депутатом до 1981 года, когда была избрана в ландтаг Штирии.
После того, как действующий ландесхауптман Штирии Йозеф Крайнер-младший подал в отставку из-за неудачи его партии на местных выборах, Класник была избрана ландтагом 23 января 1996 года в качестве его преемника. Она стала первой и на то время единственной женщиной-ландесхауптманом федеральной земли в Австрии.
В октябре 2005 года после поражения её партии на выборах в ландтаг Штирии Класник ушла из правительства федеральной земли. Сначала она намеревалась остаться председателем Австрийской народной партии в Штирии, но отсутствие поддержки вынудило её также отказаться и от этой должности.
Класник называлась в качестве возможного кандидата на президентских выборах в Австрии в 2010 году, но она отказалась баллотироваться.

## Личная жизнь
Класник родилась в 1945 году в Граце и была удочерена вскоре после рождения. Она росла в плохих условиях.
В 2010 году Класник стала защитницей жертв по делам о сексуальном насилии в католической церкви в Австрии, возглавив комиссию, которой было поручено расследовать сообщения об этих преступлениях и выплачивать компенсации жертвам. Высказывались сомнения в её независимости, поскольку она была назначена католической церковью.
В 2017 году Класник был назначена на похожую должность в Австрийской лыжной ассоциацией (ÖSV) после широкой огласки обвинений в злоупотреблениях в этой организации, связанной с движением Me Too.

## Награды
- Большой серебряный почётный знак на ленте «За заслуги перед Австрийской Республикой» (2001)[10]
- Дама Большого креста Ордена Святого Григория Великого (2002, Ватикан)[11]
- Большой золотой почётный знак на ленте «За заслуги перед Австрийской Республикой» (2006)[10]
- Большого креста Ордена Заслуг Княжества Лихтенштейн (2006, Лихтенштейн)[12]
- Орден «За заслуги»[словен.] (18 сентября 2006, Словения)[13]
- Почётный гражданин Граца (2015)[14]